# Tarawa
Tarawa je naseljeni koraljni otok na središnjem Tihom oceanu. Glavni je grad pacifičke države Kiribati. Bivši glavni grad bivše britanske kolonije Gilbert i Ellice. 
Na južnom dijelu otočja nalazi se otok koji je administrativno središte – Bairiki te otok u kojem je sjedište parlamenta – Ambo. Otok je najpoznatiji kao mjesto žestoke bitke između SAD-a i Japana u američkoj kampanje na Gilbertovim i Maršalovim otocima tijekom Drugog svjetskog rata.

## Zemljopis
Nalazi se u grupaciji Gilbertovih otoka, 10 km južno od Abaianga.

## Vanjske poveznice
|  | Zajednički poslužitelj ima još gradiva o temi Tarawa |